# Elisabeth Mweya Tol'Ande
Elisabeth Mweya Tol'Ande, née à Kinshasa le 7 juillet 1947, est une poétesse, écrivaine congolaise (RDC).

## Biographie
Elisabeth Mweya Tol'Ande est une fille de paysans. Elle a été honorée par l'Association des Jeunes Écrivains du Congo de Kinshasa ensuite, par la première dame de la République démocratique du Congo, Denyse Nyakeru Tshisekedi dans le cadre du projet « Congo au Féminin »,,,.

## Œuvres littéraires
- Remous des feuilles, (poésie) éditions Mont Noir (1974)
- Parole de Femmes
- Moi, Femme, je parle, Editions Grain de Sel
- Ahata suivi du récit de la Damnée, Editions Bobiso en 1976
- Ahata, suivi de Ngamalo[6], reédition aux Editions Nzoi
- À l’épreuve du SIDA - fragilité humaine et secours divin, Editions Mikanda[7],[8],[9]
- La vie comme elle va: Les récits d'ici d'ailleurs, éditions du Grand Lac, 2024[10]

## Distinctions
- Prix de poésie Sébastien Ngonso en 1967[11],[12].
- Lauréate du Concours littéraire Président Joseph Désiré Mobutu en 1970[11],[13],[3]
- Médaille de bronze du mérite des arts, sciences et Lettres en 1976[3]